# Дуонг Ван Нга
Дуонг Тхі Нгок Ван (楊氏玉雲, 952—1000), люб'язне ім'я Ван Нга (雲娥) була єдиною вдовою імператрицею династії Дінь, а пізніше імператрицею Ле Хоана, першого імператора ранньої династії Ле. Коли в 979 році її чоловіка,
Цзінь Тьен Хоанга, був вбит, Дунг Ван Нга стала вдовою імператрицею династії Дінь, оскільки її син Дінь Фе Де посів трон. Під час короткого правління Цзінь Фонга Дунг Ван Нга та генерал Ле Хоан спільно регентували 6-річного імператора, пізніше Дунг Ван Нга та генерал Фам Конг Лунг вирішили поступитися троном Цзінь Ле Хоану в 980 році, щоб Дайв'єт міг протистояти вторгненню династії Сун зі здібним правителем. Згодом Ле Хоан назвав Дунг Ван Нга своєю імператрицею, таким чином вона стала першою жінкою в історії В'єтнаму, яка була одружена з двома імператорами.

## Біографія

### Династія Дінь
Згідно з деякими джерелами, Дунг Ван Нга була дочкою підлеглого воєначальника Донг Дінь Нгхон і походила з провінції Ай (нині Тхань Хоа, В'єтнам), інші стверджують, що Дунг Ван Нга була з того самого міста Хоа Лі як Т'єн Хоан Де.
Будучи однією з дружин Дінь Тьен Хоанга, Дунг Ван Нга народила його молодшого сина Дінь Тоана в 974 році. Наприкінці 979 року, коли Дінь Тьен Хоанг і його старший принц Дінь Ліен були вбиті До Тічем, 6-м був річний принц Дінь Тоан зробив наступником трону династії Дінь, а його мати Дунг Ван Нга стала вдовуючою імператрицею династії Дінь і взяла на себе відповідальність за регентство разом із генералом Ле Хоаном, якого підвищили до посади віцекороля династії Дінь.

### Регентство
Короткочасне правління Дінь Тоаня, нині Дінь Пхана, було збурене повстанням Дінь Джієна та Нгуйен Бака, які були важливими посадовими особами королівського двору Дінь Тьєн Хоанга, тоді як країні також довелося зіткнутися з вторгненням під керівництвом Нго Nhật Khánh, зять Đinh Tiên Hoàng з підкріпленням з королівства Чампа на південному кордоні. Повстання Дінь Джієна та Нгуєна Бака було швидко придушено Ле Хоаном, але на півночі династія Сун почала вторгнення в Дайв'єт, скориставшись його хаотичною ситуацією після смерті Дінь Тьєн Хоанга, нарешті Дунг Ван Нга і генерал Фам Ку Ланг за згодою більшості чиновників у королівському дворі вирішив підняти Ле Хоана на трон, щоб країна мала здатного правителя, який міг би впоратися з серйозними проблемами в той час, тому була заснована рання династія Ле, яка замінила династію Ле.
Розповідь про зречення Дінь Пхе Дкза від престолу для Ле Хоана дещо відрізняється в кожному історичному записі, наприклад, у Đại Việt sử lược, що є найстарішою хронікою історії В'єтнаму, яка залишилася, і Đại Việt sử ký toàn thư, це був Фам Ку Луонг, яка запропонувала вдовуючій імператриці поступитися троном свого сина Ле Хоану З іншого боку, у Khâm định Việt sử thông giám cương mục, оскільки Дун Ван Нга, здавалося, відчував прихильність до Ле Хоану під час їх правління, Нгуєн Бак і Дінь Дьєн вирішили підняти повстання з основною метою повалення Ле Хоана та захисту дитини-імператора, згодом саме вдова імператриця відіграла головну роль у вступі на престол Ле Хоана, коли вона довірила захист від вторгнення династії Сун для Ле Хоан та її самої переконало йому прийняти пропозицію Фам Ку Луонг. Чан Чонг Кім у своєму Việt Nam sử lược також погоджувався з Khâm định Việt sử thông giám cương mục щодо роману між Дуонг Ван Нга та Ле Хоан під час їхнього регентства.

### Рання династія Ле
Після своєї коронації Ле Хоану вдалося відбити вторгнення династії Сун у 981 році, після чого він титулував колишню вдовуючу імператрицю Донг Ван Нга новою імператрицею ранньої династії Ле з ім'ям Імператриця Дзі Тхонг. Мінь (в'єтнамська: Đại Thắng Minh Hoàng hậu). З цим другим шлюбом Дунг Ван Нга стала першою жінкою в історії В'єтнаму, яка була одружена з двома імператорами. Шлюб між Ле Хоаном і Дунг Ван Нґа був підданий суворій критиці конфуціанським істориком Нґо Сі Льєном, який зазначив, що блуд між генералом і дружиною його імператора, а згодом їхній шлюб серйозно порушує конфуціанські моральні кодекси й таким чином став джерелом аморальності його син пізніше. Інший династичний історик, Нго Тхі Сі, навіть зневажав новий титул Імператриця Đại Thắng Minh (буквально Світла Імператриця Великої Перемоги) Дунг Ван Нга, який був ідентичний титулу її першого чоловіка імператора Дай Тханг Мінь (Đại Thắng Minh Hoàng đế). Дінь Тьєн Хоанг, на думку Нго Тхі Сі, це найменування було «вічною глузуванням» («để cười nghìn thu») в історії В'єтнаму.
Дун Ван Нга помер у 1000 році або на сьомому році ери Унг Тхіен Ле Дай Хань. Вона померла в тому ж році, що й Ле Тау, старший син Ле Хоана.

## Спадщина
Сьогодні Дуонг Ван Нга разом із Ле Дай Хань та його синами Ле Лонг Дінь і Ле Лонг Вієт все ще поклоняються в храмі Ле Дай Хань у Хоа Лу, який розташований поруч із могилою Дінь Тьен Хоанга, її перший чоловік. Оскільки вона була свідком бурхливих часів і сама брала участь у різних важливих подіях в історії В'єтнаму, життя Дуонг Ван Нга стає темою кількох п'єс чео, кай луонг і роману під назвою «Імператриця двох династій Дуонг Ван Нга» (Дуонг Ван Нга, імператриця двох династій). Дуонг Ван Нга та єдина відома донька Ле Дай Ханя, принцеса Ле Тхі Фат Нган, вийшла заміж за Лі Конг Уана, який став імператором Лі Тхай То. Їхнім сином був імператор Лі Тхай Тонг.